# Рамежки
Рамежки — деревня в Муромском районе Владимирской области России, входит в состав Ковардицкого сельского поселения.

## География
Деревня расположена на берегу реки Илевна в 8 км на запад от центра поселения села Ковардицы и в 13 км на северо-запад от Мурома.

## История
В конце XIX — начале XX века деревня входила в состав Ковардицкой волости Муромского уезда, с 1926 года — в составе Муромской волости . В 1859 году в деревне числилось 7 дворов, в 1905 году — 18 дворов, в 1926 году — 36 дворов.
С 1929 года деревня входила в состав Пестенькинского сельсовета Муромского района, с 2005 года — в составе Ковардицкого сельского поселения. 

## Население
| 1859 | 1905 | 1926 | 2002 | 2010 | 2012 | 2021 |
| ---- | ---- | ---- | ---- | ---- | ---- | ---- |
| 52   | ↗134 | ↗176 | ↘29  | ↗34  | ↘29  | ↗34  |